# Shakira (nombre)
Shakriye es un nombre propio femenino de origen árabe que significa "agradecida " Es también usado por los musulmanes no árabes como nombre persa, urdu, sindhi, kurdo y/u otro. Es la versión femenina de "Shaker". Procede de la palabra árabe shukr que significa "gracias."